# Kabinett Mori II (Umbildung)
Das umgebildete zweite Kabinett Mori (jap. 第2次森改造内閣, dainiji Mori kaizō naikaku) regierte Japan unter Führung von Premierminister Yoshirō Mori vom 5. Dezember 2000 bis zum Rücktritt am 26. April 2001. Mori hatte am 6. April angekündigt, aufgrund sehr niedriger Zustimmungswerte vonseiten der Bevölkerung als Premierminister und LDP-Vorsitzender zurücktreten zu wollen. Zu seinem Nachfolger als LDP-Chef wurde am 24. April Jun’ichirō Koizumi gewählt, zwei Tage später trat das Mori-Kabinett zurück und wurde vom ersten Kabinett Koizumi abgelöst.

## Staatsminister
| Amt bis zum 6. Januar 2001 | Amt ab dem 6. Januar 2001 | Name                                 | Bild                | Partei  | Faktion   |
| --- | --- | ------------------------------------ | ------------------- | ------- | --------- |
| Premierminister | Premierminister | Yoshirō Mori                         | Yoshirō Mori        | LDP     | (Mori)    |
| Sonderberater des Premierministers für Bildungsreform (kein Staatsminister) | Sonderberater des Premierministers für Bildungsreform (kein Staatsminister)                                                                | Hirofumi Nakasone                    | Hirofumi Nakasone   | LDP     | Kamei     |
| Justizminister | Justizminister | Masahiko Kōmura                      | Masahiko Kōmura     | LDP     | Kōmura    |
| Außenminister | Außenminister | Yōhei Kōno                           | Yōhei Kōno          | LDP     | Kōno      |
| Finanzminister | Finanzminister | Kiichi Miyazawa                      | Kiichi Miyazawa     | LDP     | Horiuchi  |
| Bildungsminister Leiter der Behörde für Wissenschaft und Technologie | Minister für Bildung, Kultur, Sport, Wissenschaft und Technologie                                                                          | Nobutaka Machimura                   | Nobutaka Machimura  | LDP     | Mori      |
| Gesundheits- und Sozialminister Arbeitsminister zuständig für das Rentenproblem | Minister für Gesundheit, Arbeit und Soziales                                                                                               | Chikara Sakaguchi                    | Chikara Sakaguchi   | Kōmeitō | —         |
| Minister für Landwirtschaft, Forsten und Fischerei | Minister für Landwirtschaft, Forsten und Fischerei                                                                                         | Yoshio Yatsu                         | Yoshio Yatsu        | LDP     | Kamei     |
| Minister für Internationalen Handel und Industrie zust. für die Weltausstellung | Minister für Wirtschaft, Handel und Industrie zust. für die Weltausstellung                                                                | Takeo Hiranuma                       | Takeo Hiranuma      | LDP     | Yamasaki  |
| Verkehrsministerin Bauministerin Leiterin der Behörde für die Entwicklung Hokkaidōs Leiterin der Behörde für Staatsland zust. für den Neuen Internationalen Flughafen Tokio, allg. Verkehrspolitik, Tsukuba Science City, Land, Übertragung von Hauptstadtfunktionen | Ministerin für Land, Infrastruktur und Transport zust. für die Übertragung von Hauptstadtfunktionen                                        | Chikage Ōgi                          | Chikage Ōgi         | KP      | —         |
| Postminister Innenminister Leiter der Behörde für Management und Koordination | Minister für Innere Angelegenheiten und Kommunikation                                                                                      | Toranosuke Katayama                  | Toranosuke Katayama | LDP     | Hashimoto |
| Chefkabinettssekretär zust. für Geschlechtergleichstellung | Chefkabinettssekretär zust. für Geschlechtergleichstellung                                                                                 | Yasuo Fukuda                         | Yasuo Fukuda        | LDP     | Mori      |
| Vorsitzender der Nationalen Kommission für Öffentliche Sicherheit zust. für Risikomanagement | Vorsitzender der Nationalen Kommission für Öffentliche Sicherheit Staatsminister für Katastrophenschutz zust. für Risikomanagement         | Bunmei Ibuki                         | Bunmei Ibuki        | LDP     | Kamei     |
| Vorsitzender der Kommission für die Reform des Finanzwesens | Staatsminister für das Finanzwesen | Hakuo Yanagisawa                     | Hakuo Yanagisawa    | LDP     | Horiuchi  |
| Leiter der Verteidigungsbehörde | Leiter der Verteidigungsbehörde | Toshitsugu Saitō                     | Toshitsugu Saitō    | LDP     | Hashimoto |
| Leiter des Wirtschaftsplanungsamts zust. für IT, den Internet Fair Japan | Staatsminister für Wirtschafts- und Steuerpolitik zust. für IT, den Internet Fair Japan                                                    | Fukushirō Nukaga bis 23. Januar 2001 | Fukushirō Nukaga    | LDP     | Hashimoto |
| Leiter des Wirtschaftsplanungsamts zust. für IT, den Internet Fair Japan | Staatsminister für Wirtschafts- und Steuerpolitik zust. für IT, den Internet Fair Japan                                                    | Tarō Asō ab 23. Januar 2001          | Tarō Asō            | LDP     | Kōno      |
| Leiterin der Umweltbehörde zust. für globale Umweltfragen | Umweltministerin zust. für globale Umweltfragen                                                                                            | Yoriko Kawaguchi                     | Yoriko Kawaguchi    | —       | —         |
| Leiter der Behörde für die Entwicklung Okinawas zust. für Verwaltungsreform, Okinawa | Staatsminister für Angelegenheiten von Okinawa und der Nördlichen Territorien Staatsminister für Deregulierung zust. für Verwaltungsreform | Ryūtarō Hashimoto                    | Ryūtarō Hashimoto   | LDP     | Hashimoto |
| Staatsminister (ohne Geschäftsbereich) | Staatsminister für Wissenschafts- und Technologiepolitik                                                                                   | Takashi Sasagawa                     | Takashi Sasagawa    | LDP     | Hashimoto |

Anmerkung: Der Premierminister gehört während seiner Amtszeit offiziell keiner Faktion an.

## Rücktritt
- Staatsminister Nukaga trat wegen eines Bestechungsskandals zurück.[3]